# Burg Hartenfels

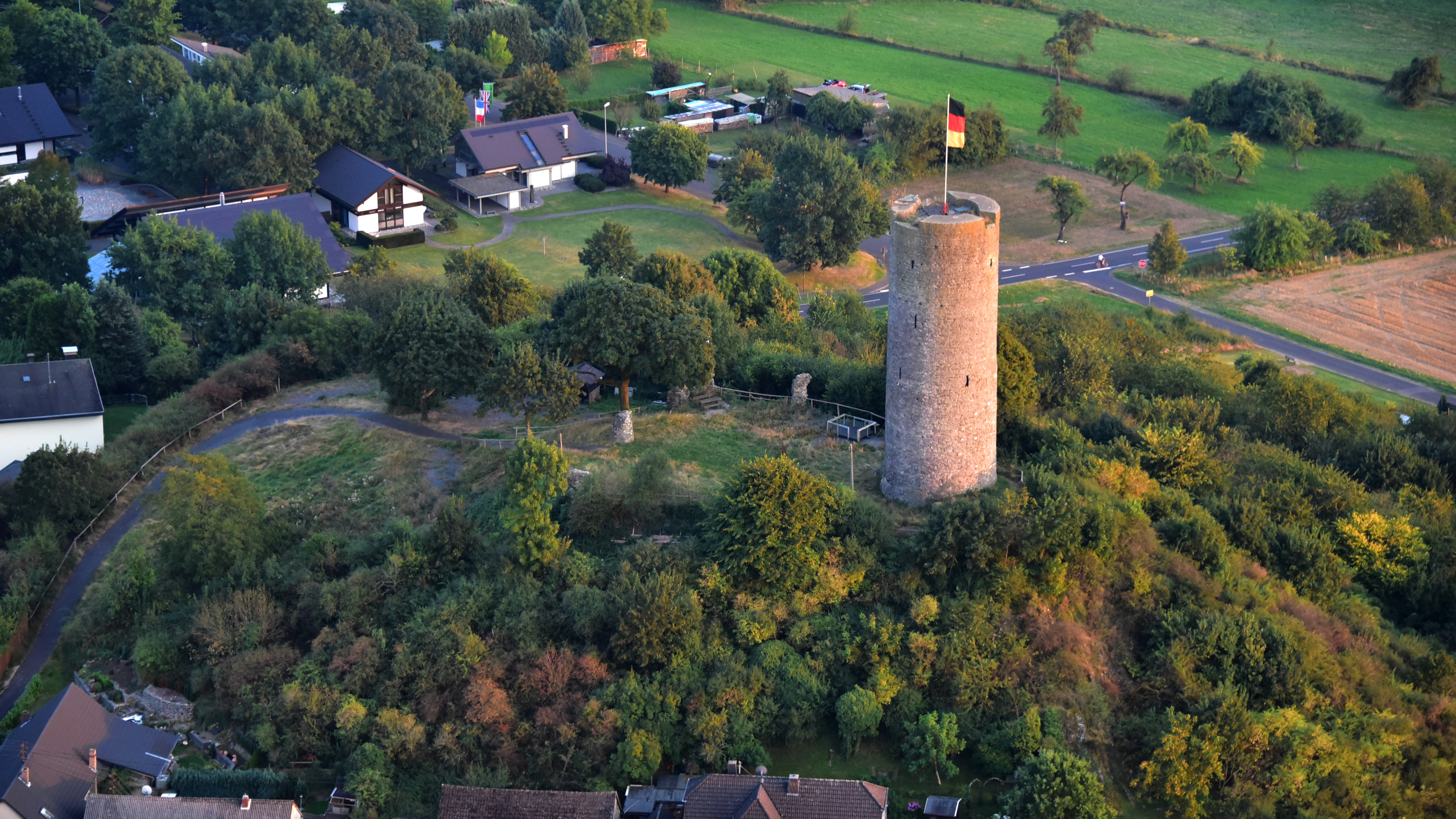
Burg Hartenfels, Luftaufnahme (2017)

Die Burg Hartenfels ist die Ruine einer Höhenburg und eine der markantesten Burganlagen im Westerwald.

## Lage

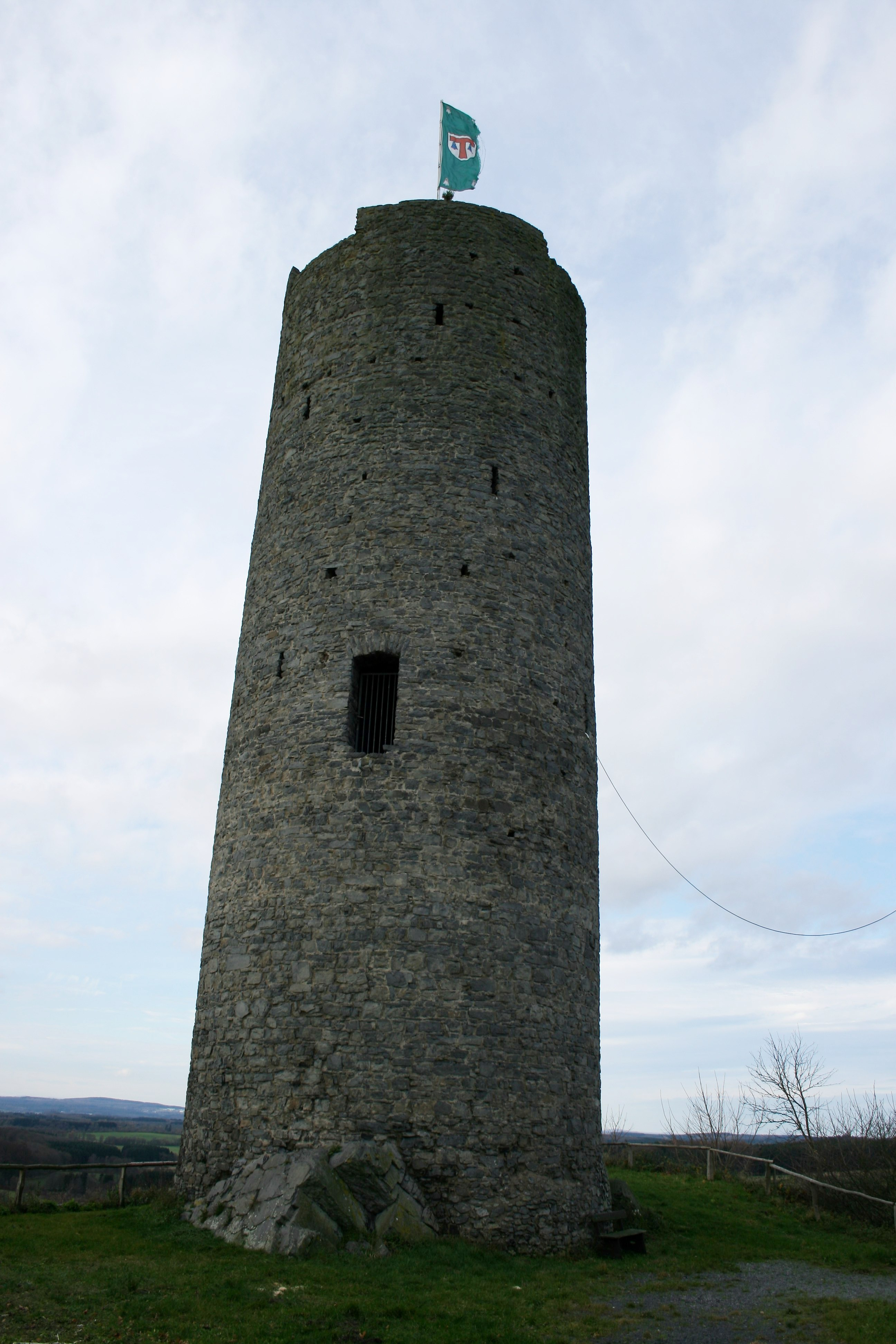
Der Turm der Burganlage

Die Burg liegt auf einem 368 m ü. NN hohen Basaltkegel über der kleinen Ortsgemeinde Hartenfels, die zur Verbandsgemeinde Selters (Westerwald) gehört und im Westerwaldkreis in Rheinland-Pfalz liegt. Ort und Burg liegen etwa 80 Kilometer Luftlinie nordwestlich von Frankfurt am Main und 70 Kilometer südöstlich der Stadt Köln.
Die Anlage befand sich an der Hohen Straße, die im Mittelalter als bedeutende Handelsstraße beide Städte verband.

## Geschichte

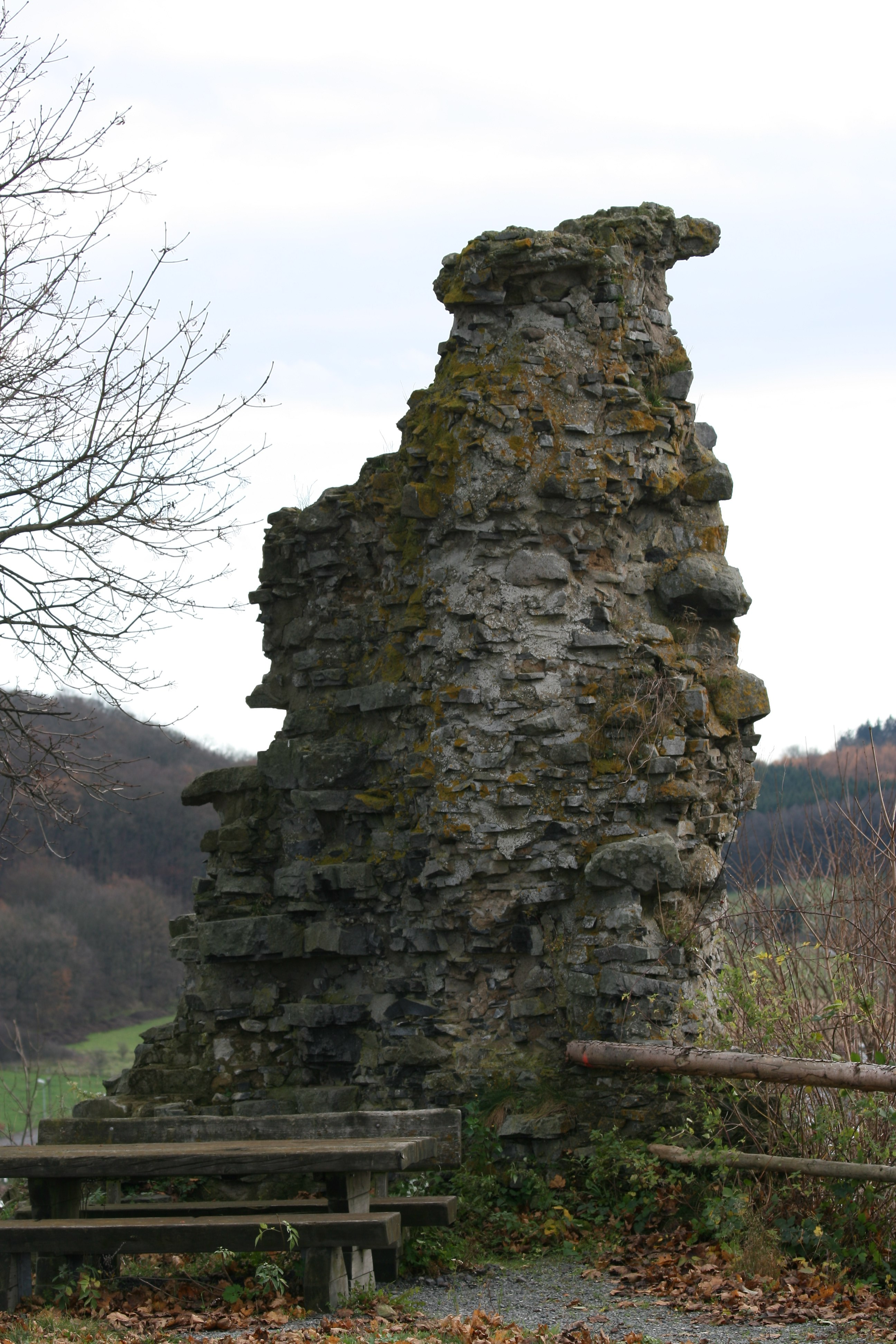
Mauerreste der Burganlage

Die Burg Hartenfels wurde erstmals in einer Urkunde des Jahres 1249 erwähnt, als sie von der damaligen Besitzerin, der Gräfin Mechthild von Sayn an den Trierer Erzbischof veräußert wurde. Die Burganlage diente dem Schutz der Hohen Straße, der wichtigsten Handelsstraße zwischen Frankfurt am Main und Köln. Diese Straße ist heute die B8.
Nach einer Zerstörung der Burg im 15. Jahrhundert und einem erneuten Aufbau wurde die Anlage im Jahre 1594 von Graf Wilhelm von Nassau endgültig zerstört. Ein weiterer Wiederaufbau ist nicht mehr erfolgt.
Eine Legende besagt, dass ein geheimer Tunnel von der Burg Hartenfels in die 4 km entfernte Arx Hergispach (heute Kloster Marienheim) in Herschbach führt. Welches heute abgerissen ist.

## Beschreibung
In einer Aufzeichnung von Wilhelm Lotz aus dem Jahr 1873 wird Burg Hartenfels wie folgt beschrieben:
„Auf einem hohen Basaltkegel erhebt sich der runde Bergfried noch bis 18 m Höhe bei 9 m Durchmesser, erbaut von schieferigem Basaltbruchstein. Über dem Verließe, dessen Kuppelgewölbe eingestürzt ist, drei Stockwerke. Im ersten der stichbogige Eingang mit innerer Rundbogenblende, ihm gegenüber eine breite tiefe ebenfalls rundbogige Mauerblende. In den hier 2,35 m dicken Turmmauern liegen die Treppen, welche sich nach innen in rundbogigen oder oben mit drei Seiten eines Achtecks überdeckten Türen öffnen. Schmale rechteckige Schiesslöcher. Außen mit keinerlei Vorsprung. Die Zinnen zerstört. Der Turm steht frei im Bering, der Südseite zunächst. Von den polygonen und halb runden nach innen offenen Türmen versehenen Ringmauern der Burg ist fast nichts mehr zu sehen.“

## Namensgebung
Die Ruine trägt im Volksmund den Namen „Harbelser Schmanddippe“. Es soll einmal ein französischer Soldat gewesen sein, der eine Frau nach dem Namen des Turmes fragte. Die aber verwechselte dies mit einem Butterfass, das im Dialekt Schmanddippen heißt. Möglich ist auch die einfachere Erklärung, dass die Form der Burg zur Bezeichnung führte.

## Die Burg heute
Der noch immer gut 23 Meter hoch aufragende Bergfried, der ursprünglich wohl über 28 Meter hoch war, dominiert das Dorf überragend das Aussehen der Burganlage.
Neben dem nicht zu besteigenden Bergfried befinden sich weitere Mauerreste (hauptsächlich der Ringmauern) in der etwa 60 × 40 Meter messenden Burgruine, die frei zugänglich ist.